# Wolfgang Oehmichen
Wolfgang Oehmichen (* 11. November 1923 in Dresden; † 27. September 2014 in Mönchengladbach) war ein deutscher Pathologe.
Oehmichen studierte nach Wehrdienst im Zweiten Weltkrieg und anschließender von 1942 bis 1949 dauernder Kriegsgefangenschaft Medizin in Erlangen und absolvierte eine Facharztausbildung zum Pathologen in Erlangen, Karlsruhe, Tübingen, Bad Orb und Essen. 1965 gründete er das von ihm bis 1998 geleitete Institut für Pathologie in Mönchengladbach-Rheydt.
1993 erhielt er die Rudolf-Virchow-Medaille der Deutschen Gesellschaft für Pathologie. Er erhielt deren höchste Auszeichnung als erster nicht wissenschaftlich tätiger Pathologe und für sein Engagement und diplomatisches Geschick im Berufsverband. Er war Ehrenmitglied des Berufsverbandes Deutscher Pathologen, in dem er 1971 Landesobmann war und 1982 bis 1998 Schriftführer. 1983 bis 2001 war er Schatzmeister der Deutschen Gesellschaft für Pathologie. 1987 bis 1991 war er Gründungsmitglied der Sektion Pathologie der Union Européenne des Médecins Spécialistes (UEMS), war deren Gründungspräsident und erhielt 1999 deren Silbermedaille.